# Салик (река)
Салик — река в Смоленской области России, протекает по территории Вяземского и Новодугинского районов. Устье реки находится в 120 км по правому берегу реки Вазузы. Длина реки составляет 33 км, площадь водосборного бассейна — 214 км².

## Данные водного реестра
По данным государственного водного реестра России относится к Верхневолжскому бассейновому округу, водохозяйственный участок реки — Вазуза от истока до Зубцовского гидроузла, без реки Яуза до Кармановского гидроузла, речной подбассейн реки — бассейны притоков (Верхней) Волги до Рыбинского водохранилища. Речной бассейн реки — (Верхняя) Волга до Куйбышевского водохранилища (без бассейна Оки).
Код объекта в государственном водном реестре — 08010100312110000000954.